# Черленковский сельский округ
Черленковский сельский округ — упразднённая административно-территориальная единица, существовавшая на территории Шаховского района Московской области в 1994—1995 годах.
Черленковский сельсовет был образован в 1925 году в составе Серединской волости Волоколамского уезда Московской губернии путём выделения из Ваютинского с/с.
В 1926 году Черленковский с/с был вновь присоединён к Ваютинскому с/с.
В 1929 году Ваютинский с/с был переименован в Черленковский. При этом он был отнесён к Шаховскому району Московского округа Московской области.
17 июля 1939 года к Черленковскому с/с были присоединены Романцевский с/с (селения Романцево и Филенино), селение Титеево упразднённого Бролинского с/с и селение Дятлово упразднённого Дубровинского с/с. 4 октября из Больше-Сытьковского с/с в Черленковский было передано селение Красное Село.
4 января 1952 года из Паршинского с/с в Черленковский было передано селение Щемелинки.
1 февраля 1963 года Шаховской район был упразднён и Черленковский с/с вошёл в Волоколамский укрупнённый сельский район.
11 января 1965 года Шаховской район был восстановлен и Черленковский с/с вновь вошёл в его состав.
19 марта 1982 года в Черленковском с/с были упразднены селения Крюковка и Титеево.
22 января 1987 года из Бухоловского с/с в Черленковский были переданы селения Березенки, Брюханово, Дубровино, Ивановское, Игнатково, Павловское и Якшино, а из Волочановского с/с — Бролино, Вишенки, Обухово, Софьино и Ховань. Одновременно из Черленковского с/с в Серединский были переданы селения Воютино, Красное Село, Романцево и Филенино.
3 февраля 1994 года Черленковский с/с был преобразован в Черленковский сельский округ.
6 сентября 1995 года Черленковский с/о был упразднён. При этом деревни Бролино, Вишенки, Обухово, Софьино, Ховань и Щемелинки были переданы в Волочановский с/о; Березенки, Брюханово, Дубровино, Ивановское, Игнатково, Павловское и Якшино — в Бухоловский с/о; Дятлово, Сутоки и Черленково — в Серединский с/о.